# 山崎貴
山崎貴（日语：／ Yamazaki Takashi，1964年6月12日—）是一位日本電影製片人、导演和視覺效果總監。並以在特攝視覺效果領域的卓越貢獻而聞名，被譽為日本電影界的頂尖製片人。他累積了許多榮譽，曾六次獲得日本電影學院獎、六次獲得日刊體育電影大獎及三次亞洲電影大獎提名。
山崎出身於長野縣松本市，在觀賞1977年上映的《星際大戰》和《第三類接觸》後對電影製作和視覺效果產生濃厚興趣。並在1986年加入白組開始其影視生涯，最終以電影《打机王》（2000年）首次執導電影。其中第三部作品《永遠的三丁目的夕陽》（2005年）在上映後獲得廣泛認可，因而獲得當年日本電影學院獎的12項大獎。 此後他執導多部改編自熱門日本動畫、小說和漫畫電影，包括《SPACE BATTLESHIP 大和號》（2010年）、《麻吉妖怪島》（2011年）、《永遠的零》（2013年）、 《STAND BY ME 哆啦A夢》（2014）等作，後兩者更在日本電影學院獎獲得九項大獎。

## 生平
山崎於1964年出生於日本長野縣松本市，並在松本市立清水中學校、長野縣松本縣吾賀丘高中、阿佐谷美術專業學校完成學業。他在13歲觀賞《星際大戰》和《第三類接觸》後則獲得啟發因而投入特效影視產業。1986年，山崎加入白組從事廣告和電影微型模型的製作工作。並積極參與了導演伊丹十三的作品，如《大病人》和《寂静的生活》，並負責特效和數位合成。
此期間，他曾策劃過原創作品《鵺/NUE》，但由於預算問題，這項計劃未能如願實施。2000年，山崎首次執導的電影《打机王》成為了他的導演處女作。
2005年，他執導的電影《ALWAYS 三丁目的夕陽》獲第30屆報知電影獎最佳影片獎和日本電影學院獎最佳導演獎，鞏固了他作為電影導演的地位。此外，該作品在日本學院獎的所有類別中獲獎，成為僅次於1997年的《談談情跳跳舞》（獲得13個獎項）和2003年的《黃昏清兵衛》並列獲獎數最多的影片，贏得了全部12個部門的最佳獎項。此外，他還入圍了2006年藍帶獎的最佳導演獎。
2013年以來，他的作品屢次獲得VFX-JAPAN獎的多項獎項，包括《永远的三丁目的夕阳 64年》獲得影院電影獎，以及《麻吉妖怪島》的影院動畫電影獎，使山崎成為首度獲得兩個電影類別並獲獎的導演。。
2017年12月，山崎被選為東京2020年夏季奧林匹克運動會開幕式和閉幕式綜合策劃團隊的一員。 然而，由於該屆奧運會的推遲，他未能履行職責，並隨著團隊解散而離職。
2022年11月3日，山崎宣布將擔任2023年11月3日發布的《哥吉拉-1.0》的導演、編劇和視覺效果。

## 人物
山崎貴加入原作版『風之谷』工作。
2012年4月，山崎貴與佐藤嗣麻子結婚，兩人過去在阿佐谷藝術設計學院就學時結識。。

## 作品

### 電影
- 《打機王》（2000年7月）
- 《武者回歸》（2002年8月）
- 永遠的三丁目的夕陽系列
  - 《永遠的三丁目的夕陽》 （2005年11月）
  - 《永遠的三丁目的夕陽2》 （2007年11月）
  - 《永远的三丁目的夕阳_64年》（2012年1月）
- 《BALLAD 無名的戀曲》（2009年9月）
- 《SPACE BATTLESHIP 大和號》 （2010年12月）
- 《麻吉妖怪島》（2011年12月）
- 《永遠的0》（2013年12月）
- STAND BY ME 哆啦A夢系列
  - 《STAND BY ME 哆啦A夢》（2014年）
  - 《STAND BY ME 哆啦A夢 2》（2020年）
- 《寄生獸》（2014年12月、2015年）
- 《名叫海賊的男人（日语：海賊とよばれた男#映画）》（2016年）
- 《鎌倉物語（日语：鎌倉ものがたり）》（2017年）
- 《勇者鬥惡龍 你的故事》（2019年）
- 《魯邦三世 THE FIRST》（2019年）
- 《阿基米德大戰》（2019年）
- 《妖怪图鉴》（2022年）
- 《哥吉拉-1.0》（2023年）

### 電視劇
- 《超能力者・完全抹殺〜七瀬ふたたび（日语：七瀬ふたたび#「テレビ東京ドラマシリーズ」版（1998年）》※標題製作・第7・8話「心的力域」演出
- 《迷糊動物醫生》（2003年）*標題回製作/結局製作・第7・10話演出
- 《初戀.com（日语：初恋.com）》（2003年）※全4話演出

## 外部連結
- 山崎貴的X（前Twitter）
- 山崎貴的Facebook專頁
- Takashi Yamazaki在互联网电影资料库（IMDb）上的資料（英文）
- 株式会社白組 （页面存档备份，存于） （所属している事務所のサイト）
- 山崎貴，存于 - LINE BLOG